# Bogra flygplats
Bogra flygplats är en flygplats i Bangladesh. Den ligger i den centrala delen av landet, 170 km nordväst om huvudstaden Dhaka. Bogra flygplats ligger 20 meter över havet.
Terrängen runt Bogra flygplats är mycket platt. Runt Bogra flygplats är det mycket tätbefolkat, med 2 103 invånare per kvadratkilometer.. Närmaste större samhälle är Bogra, 5,6 km öster om Bogra flygplats.
Trakten runt Bogra flygplats består till största delen av jordbruksmark.